# Yogo蓝宝石
Yogo蓝宝石（约戈蓝宝石、优戈蓝宝石）是只有在曾经Piegan黑脚族居住的美国蒙大拿州朱迪斯盆地县的Yogo峡谷才能找到的一种刚玉。Yogo蓝宝石通常呈矢车菊蓝色，这是因为其中含有微量铁和钛。这种宝石清澈均匀，在人造光下也能保持闪耀。由于Yogo蓝宝石出现在垂直倾向的抗侵蚀性火成岩岩脉中，盈利微薄的开采只零星进行。据估计，至少有28万克拉(5.6 t或5.5 long ton或6.2 short ton)Yogo蓝宝石在地下。弗洛伦斯·哈定和贝丝·杜鲁门两位第一夫人的宝石中有Yogo蓝宝石。此外，尽管促销员声称英格兰皇冠上的宝石和戴安娜王妃的订婚戒指中有Yogo蓝宝石并不可信，但还是有很多Yogo蓝宝石在欧洲出售。如今，史密森尼学会收藏了一些Yogo蓝宝石。
Yogo蓝宝石最初并未被承认或重视。尽管1866年在Yogo溪发现了黄金，并且到1878年有人在河流冲积层中的黄金旁边发现了“蓝色鹅卵石”，但直到1894年“蓝色鹅卵石”才被认定为蓝宝石。一个叫Jake Hoover的当地农场主把他收集的一雪茄盒宝石送到检验局，转而被送到纽约蒂芙尼公司，那里一名鉴定师断言宝石是“在美国发现的最优秀的珍宝”，蓝宝石的开采工作在这之后的1895年开始。接着Hoover从一个牧羊人那里将原来的母脉买了下来，不久又卖给了其他投资者。这成为了高利润的“英国矿”，从1899年到20世纪20年代一直很兴旺。接下来开采的“美国矿”是由Yogo岩脉西部的投资者拥有的，但利润较少，并且被拥有英国矿的企业买断。1984年，叫Vortex mine的第三组申请开工了。
术语“Yogo蓝宝石”是在Yogo峡谷发现的宝石的首选措辞，而“蒙大拿蓝宝石”通常是指在蒙大拿其他地区找到的宝石。蒙大拿产的宝石级蓝宝石比北美洲其他任何地方都多。蒙大拿1865年在密苏里河河岸的冲击层中第一次发现蓝宝石。1889、1892和1894年在蒙大拿州西半部的其他地区也有所发现。菲利普附近的Rock Creek在蒙大拿州产量最高，而且这些宝石还激发了对附近Sapphire山群（蓝宝石山群）的命名的灵感。1969年，蒙大拿蓝宝石和玛瑙同时被指定为蒙大拿的州宝石。
20世纪80年代初，控制了绝大多数Yogo蓝宝石开采的Intergem有限公司通过将Yogo蓝宝石作为世界上唯一保证“未经处理”的蓝宝石来销售而震撼了宝石界，同时也揭露出了当时的习惯做法，也就是世界上95%的蓝宝石都经过热处理来使它们的天然色深一些。尽管Intergem后来倒闭了，但20世纪90年代它开采的蓝宝石一直出现在市场上，因为该公司在财务转让期间用蓝宝石来支付其销售人员的薪水。由于Intergem倒闭，花旗银行获得了其Yogo蓝宝石的大量现货,并在保险柜中保存了近十年，然后在1994年将这些存货卖给了一个蒙大拿的珠宝商。目前的开采基本只有该地区的采矿爱好者在进行，且主矿没有在开采。

## 位置
Yogo蓝宝石是在乌蒂卡（Utica）西南12英里（19），刘易斯敦西南偏南45英里（72），大瀑布城以东的蒙大拿朱迪斯盆地县内的Yogo峡谷(46°50′45″N 110°18′38″W / 46.84583°N 110.31056°W)采到的。发现Yogo蓝宝石的位置是在弗格斯县，但在1920年，由于重划县界，把弗格斯县的西部和喀斯喀特县东部分出，并成了朱迪斯盆地县。
发现宝石的Yogo峡谷，以及Yogo峰(8,625英尺（2,629）)相应的自然景观、Yogo溪和Yogo堤都在朱迪斯盆地县小贝尔特山内。该峡谷位于朱迪斯河西部的Yogo溪沿岸。Yogo堤西端从与朱迪斯河中央支流（Middle Fork Judith River）交汇处3英里（5）以北的Yogo溪西南岸露头，开始向东北偏东方向延伸并止于离朱迪斯河大约0.5英里（800）处。Yogo溪发源于大约在朱迪斯河15英里（24）以西的Yogo峰正南端。从那里Yogo溪沿东南方向流入朱迪斯河中央支流。接着朱迪斯河从小贝尔特山向东北流经乌蒂卡。朱迪斯河东边是Pig-Eye盆地，发现Yogo蓝宝石的Jake Hoover的牧场就在那里。

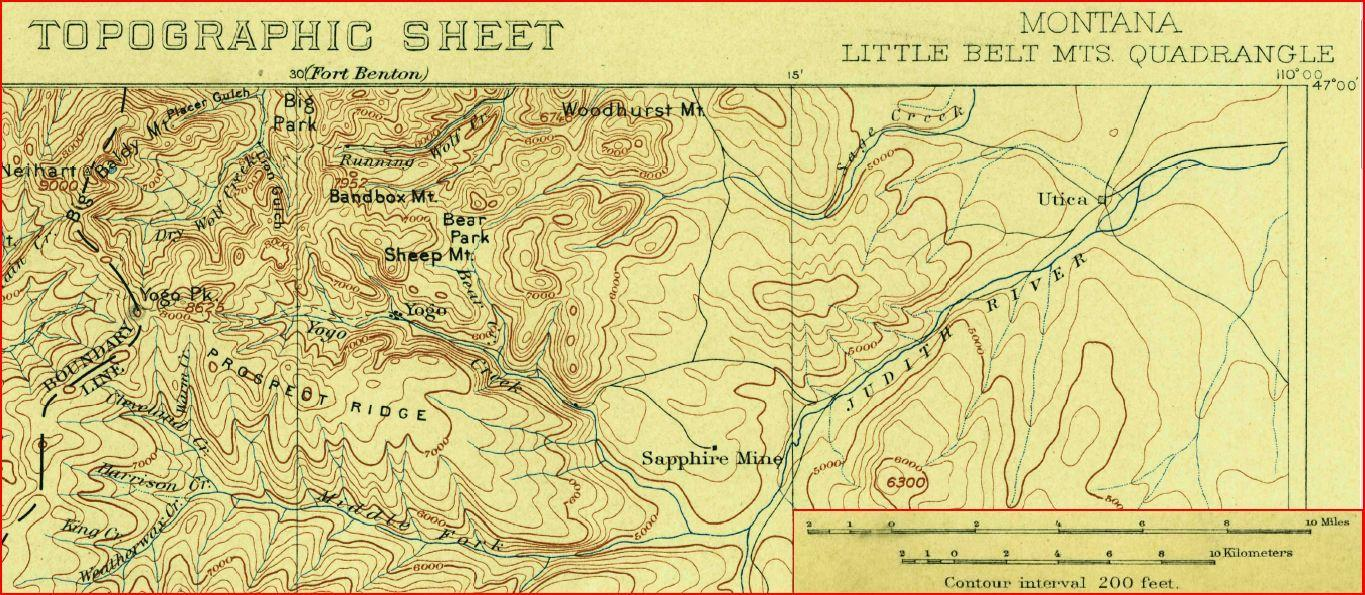
一张1902年美国地质调查局（USGS）地形图中Yogo矿区的位置

### Yogo一词的起源
由于Yogo峡谷处在Piegan黑脚族历史上聚居的区域，Yogo蓝宝石的推销员声称yogo可能在黑脚族语言中意为“浪漫”或“青天”，尽管几乎没有证据来支撑这一说法。也有人提出过一些yogo的其他含义，包括“开小差”。到1878年，由于在Yogo溪发现了漂砂沉积作用形成的金，“Yogo”一词的意思佚失了。因此，目前没有人知道该词的确切含义。

## 矿物和地质

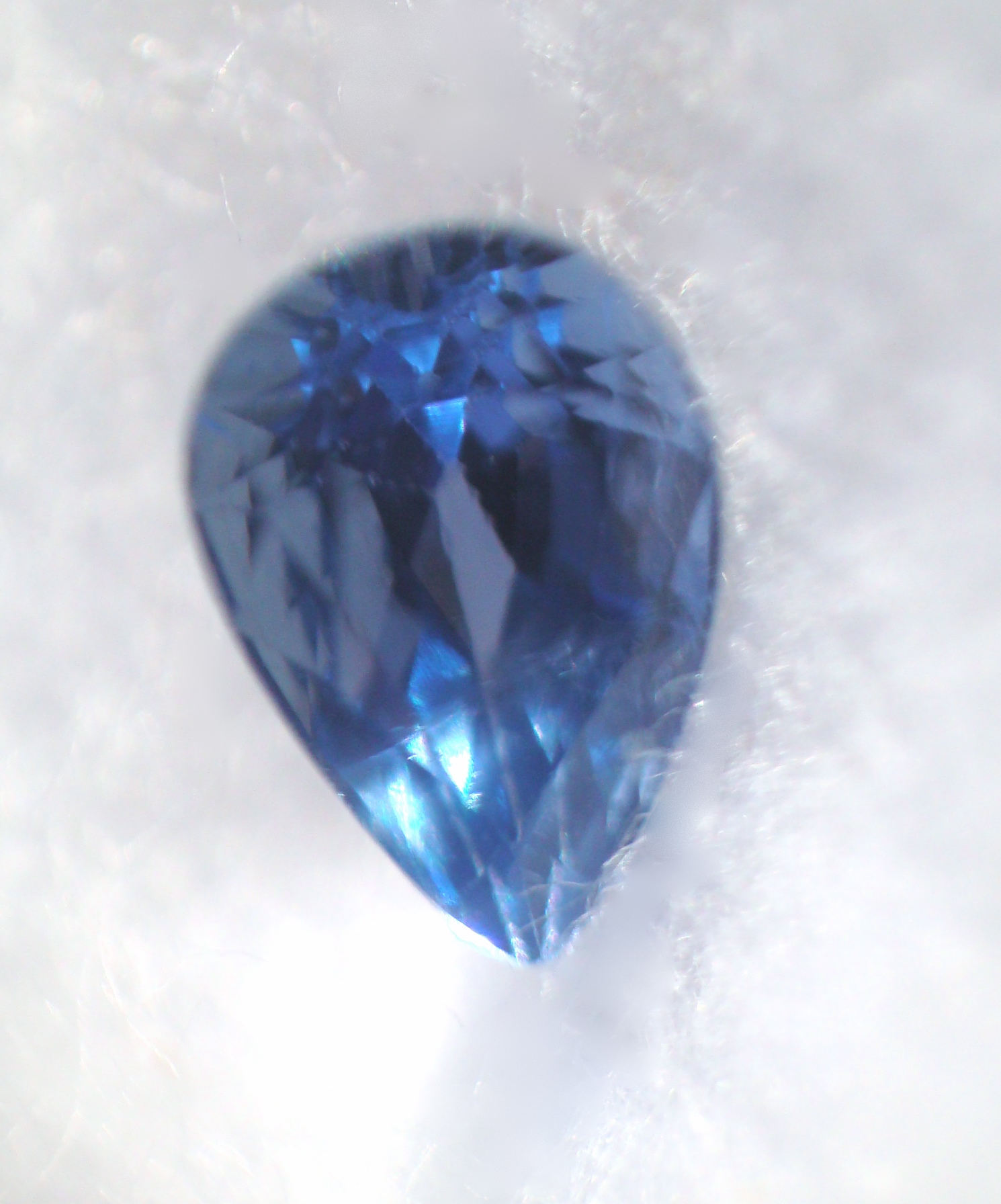
一颗0.43 carat梨形矢车菊蓝Yogo蓝宝石

蓝宝石是多种不同颜色的刚玉，三氧化二铝（Al
2O
3）的一种结晶形式。刚玉是最坚硬矿物之一，莫氏硬度为9级。大部分颜色的刚玉宝石都被称为蓝宝石，除了红色的，被称为红宝石。术语“Yogo蓝宝石”仅指从Yogo峡谷发现的蓝宝石。Yogo蓝宝石呈矢车菊蓝色是因为其中含有微量的铁和钛。Yogo蓝宝石是独一无二的，因为这种宝石没有洞和杂质，有均匀的高清晰度，很少有色带，而且不需要热处理，因为宝石本身的矢车菊蓝色均匀且深。不像亚洲蓝宝石，Yogo蓝宝石在人造光下也能保持闪耀。Yogo蓝宝石对于珠宝切割者而言有个优点：由于该宝石是在火成岩基盘岩作为主要构成的矿物被发现，而不是大部分其他蓝宝石所在的沉积下来的的冲积沉淀物，它们保持了完美或接近完美的晶型；同时该宝石很少有杂质、色带和浑浊，这些使切割更容易。Yogo蓝宝石的扁平晶体的基面上也呈现出一个极少在蒙大拿其他地区发现的蓝宝石上找到的，伴有窄的棱形晶面的三角形的图案的特征。